# なんじゃ・もんじゃ・ドン! (川﨑麻世の曲)
- 川崎麻世 > なんじゃ・もんじゃ・ドン! (川﨑麻世の曲)
- なんじゃ・もんじゃ・ドン! > なんじゃ・もんじゃ・ドン! (川﨑麻世の曲)

「なんじゃ・もんじゃ・ドン!」は、1980年8月21日にCBS・ソニーから発売された川﨑麻世13枚目のシングル。

## 概要
A面曲は日本テレビ系列『なんじゃ・もんじゃ・ドン!』主題歌。B面曲はエンディングテーマ。

## 収録曲
全曲作詞：荒木とよひさ 作曲・編曲：馬飼野康二
1. なんじゃ・もんじゃ・ドン!
2. 新しい予感